# Khalil Allawi
Khalil Mohammed Allawi (6 de setembro de 1958) é um ex-futebolista profissional iraquiano, que atuava como defensor.

## Carreira
Khalil Allawi fez parte do elenco da histórica Seleção Iraquiana de Futebol da Copa do Mundo de 1986